# Centro Botín
Il Centro Botín, noto anche come Centro Botín per l'Arte e la Cultura, è una struttura culturale situata a Santander (Cantabria) in Spagna.
Il progetto è sostenuto dalla Fondazione Marcelino Botín, creata nel 1964 da Marcelino Botín, poi presieduta da Emilio Botín, presidente della Banca Santander fino alla sua morte nel 2014. Il centro è inaugurato il 23 giugno 2017.
Il progetto è opera dell'architetto italiano Renzo Piano.
La struttura è composta dall'incontro di due edifici di diverse dimensioni supportati da colonne e in parte sospesi sopra il Mar Cantabrico. I due edifici sono uniti da una passerella che sovrasta il mare.
Secondo Emilio Botín, il costo dell'installazione è di circa 77 milioni di euro. La Fondazione ha pianificato un budget annuale di oltre 12 milioni di euro per la manutenzione e lo sviluppo delle attività del Centro.
Il complesso si affaccia sul mare, lungo la baia di Santander, a ovest del Museo Marittimo e il porto, al posto di un vecchio terminal dei traghetti.